# تولید گفتار
تولید گفتار (انگلیسی: Speech production) فرآیندی‌ست که در آن اندیشه‌ها به‌گفتار ترجمه می‌شوند. این فرآیند شامل گزینش واژه، تنظیم شکل‌های دستوری مرتبط، و سپس تلفظ صداهای ایجادشده توسط دستگاه حرکتی با استفاده از جایگاه تولید است.